# پست-بریت پاپ
پست-بریت پاپ (انگلیسی: Post-Britpop) یک شاخه ای از آلترناتیو راک و بریت پاپ است که در سال‌های پایانی دهه ۱۹۹۰ و سال‌های نخست دهه ۲۰۰۰ پس از بریت پاپ شروع شد. رسانه‌های موسیقی به گروه‌های پست-بریت پاپ «نسل نو» یا «موج دوم» می‌گفتند که این گروه‌ها تحت تأثر گروهایی مانند اوئیسیز و بلرقرار داشتند ولی سروده‌های آن‌ها بیشتر مانند گروه‌های راک آمریکایی بود.
بسیاری از گروه‌هایی که در دوران پست-بریت پاپ محبوب شدند از سال های قبل تشکیل شده بودند اما پس از افول بریت پاپ شهرت بیشتری پیدا کردند مانند ریدیوهد و د ورو و همچنین گروه‌های جدیدی مانند تراویس، کین، اسنو پاترول، استریفونیکس، فدر و کلدپلی نیز به فروش خوبی دست پیدا کردند. این گروه‌ها به موفقیت جهانی بسیار گسترده‌تری نسبت به گروه‌های بریت پاپ پیدا کردند و برخی از تبدیل به موفق‌ترین گروه‌های راک در نیمه دوم دهه ۱۹۹۰ و نیمه نخست دهه ۲۰۰۰ شدند.

## پیوست
1. ↑  J. Harris, Britpop!: Cool Britannia and the Spectacular Demise of English Rock (Da Capo Press, 2004), شابک ‎۰−۳۰۶−۸۱۳۶۷-X, pp. 369–70.
2. ↑  S. Dowling, "Are we in Britpop's second wave?" BBC News, 19 August 2005, retrieved 2 January 2010.
3. ↑  A. Petridis, "Roll over Britpop ... it's the rebirth of art rock", The Guardian, 14 February 2004, retrieved 2 January 2010.
4. ↑  J. Goodden, "Catatonia – Greatest Hits", BBC Wales, 2 September 2002, retrieved 3 January 2010.
5. ↑  S. Borthwick and R. Moy, Popular Music Genres: an Introduction (Edinburgh: Edinburgh University Press, 2004), شابک ‎۰−۷۴۸۶−۱۷۴۵−۰, p. 188.
6. ↑  Bennett, Andy and Jon Stratton (2010). Britpop and the English Music Tradition. Ashgate Publishing. pp. 164, 166, 173. ISBN 978-0-7546-6805-3.
7. ↑  S. T. Erlewine, "Travis: The Boy With No Name", Allmusic, retrieved, 17 December 2011.
8. ↑  "British Trad Rock", Allmusic, retrieved 3 January 2010.
9. ↑  M. Cloonan, Popular Music and the State in the UK: Culture, Trade or Industry? (Aldershot: Ashgate, 2007), شابک ‎۰−۷۵۴۶−۵۳۷۳−۰, p. 21.
10. ↑  A. Begrand, "Travis: The boy with no name", Pop matters, retrieved 2 January 2010.
11. ↑  "Whatever happened to our Rock and Roll" بایگانی‌شده  در ۱۱ مه ۲۰۱۹ توسط Wayback Machine, Stylus Magazine, 2002-12-23, retrieved 6 January 2010.
12. ↑  A. Petridis, "And the bland played on", Guardian.co.uk, 26 February 2004, retrieved 2 January 2010.